# Cyathea thelypteroides
Cyathea thelypteroides är en ormbunkeart som beskrevs av Alan Reid Smith. Cyathea thelypteroides ingår i släktet Cyathea och familjen Cyatheaceae. Inga underarter finns listade.